# Arycanda tenuisignata
Arycanda tenuisignata är en fjärilsart som beskrevs av Louis Beethoven Prout 1923. Arycanda tenuisignata ingår i släktet Arycanda och familjen mätare. Inga underarter finns listade i Catalogue of Life.